# Vólkovo (Tomsk)
|  | Per a altres significats, vegeu «Vólkovo». |

Vólkovo (en rus: Волково) és un poble de l'óblast de Tomsk, a Rússia, que el 2015 tenia 172 habitants.